# Thesium welwitschii
Thesium welwitschii là một loài thực vật có hoa trong họ Santalaceae. Loài này được Hiern miêu tả khoa học đầu tiên năm 1900.